# Stefano d'Asburgo-Lorena
Stefano Francesco Vittorio d'Asburgo-Lorena, arciduca d'Austria (Buda, 14 settembre 1817 – Mentone, 19 febbraio 1867), era figlio dell'arciduca Giuseppe d'Asburgo-Lorena e di Erminia di Anhalt-Bernburg-Schaumburg-Hoym.

## Biografia
L'Arciduca Stefano Francesco Vittorio d'Austria nacque nel 1817 e sua madre morì poco dopo averlo messo al mondo assieme alle sorella gemella, l'Arciduchessa Erminia Amalia Maria (14 settembre 1817, Budapest - 13 febbraio 1842, Vienna). Egli venne cresciuto dalla matrigna, Maria Dorotea di Württemberg. Dotato di grande talento, egli venne educato durante la sua giovinezza a Budapest e nella fattoria di famiglia presso Alscut, ricevendo un'eccellente formazione. Egli era interessato in particolare alle scienze politiche che successivamente studiò a Vienna.
Entrato nell'esercito, ottenne ben presto il rango di Feldmaresciallo Luogotenente. Dal 1839 al 1841 fu alla corte imperiale di Vienna. Nel 1841 viaggiò in diversi paesi dell'impero tra cui in Boemia, Regno Lombardo-Veneto, Tirolo, ma anche in Piemonte, Stato Pontificio, Ducato di Modena e Granducato di Toscana. Nel 1843 l'Imperatore e cugino Ferdinando I lo nominò nel 'Landeschef' (parlamento) della Boemia, dove egli rimase sino al gennaio del 1847 quando, alla morte del padre, egli venne chiamato a succedergli come Palatino d'Ungheria, titolo che però mantenne dal 12 novembre di quell'anno sino al 26 settembre 1848 quando, con lo scoppio della rivoluzione, il titolo venne abolito.
Egli morì nel 1867 senza essersi mai sposato e senza mai aver avuto eredi.

## Ascendenza
|                                                |                                          |                                               | Genitori                                        |  |  | Nonni |  |  | Bisnonni              |  |  | Trisnonni          |  |
|                                                |                                          |                                               |                                                 |  |  |       |  |  | Francesco I di Lorena |  |  | Leopoldo di Lorena |  |
|                                                |                                          |                                               |                                                 |  |  |       |  |  | Francesco I di Lorena |  |  | Leopoldo di Lorena |  |
|                                                |                                          | Elisabetta Carlotta di Borbone-Orléans        |                                                 |  |  |       |  |  | Francesco I di Lorena |  |  |                    |  |
| Leopoldo II d'Asburgo-Lorena                   |                                          |                                               |                                                 |  |  |       |  |  | Francesco I di Lorena |  |  |                    |  |
|                                                |                                          | Maria Teresa d'Austria                        | Carlo VI d'Asburgo                              |  |  |       |  |  |                       |  |  |                    |  |
|                                                |                                          | Maria Teresa d'Austria                        | Carlo VI d'Asburgo                              |  |  |       |  |  |                       |  |  |                    |  |
|                                                |                                          | Maria Teresa d'Austria                        | Elisabetta Cristina di Brunswick-Wolfenbüttel   |  |  |       |  |  |                       |  |  |                    |  |
| Arciduca Giuseppe, Palatino d'Ungheria         |                                          | Maria Teresa d'Austria                        |                                                 |  |  |       |  |  |                       |  |  |                    |  |
|                                                |                                          | Carlo III di Spagna                           | Filippo V di Spagna                             |  |  |       |  |  |                       |  |  |                    |  |
|                                                |                                          | Carlo III di Spagna                           | Filippo V di Spagna                             |  |  |       |  |  |                       |  |  |                    |  |
|                                                |                                          | Carlo III di Spagna                           | Elisabetta Farnese                              |  |  |       |  |  |                       |  |  |                    |  |
| Maria Ludovica di Borbone-Spagna               |                                          | Carlo III di Spagna                           |                                                 |  |  |       |  |  |                       |  |  |                    |  |
|                                                |                                          | Maria Amalia di Sassonia                      | Augusto III di Polonia                          |  |  |       |  |  |                       |  |  |                    |  |
|                                                |                                          | Maria Amalia di Sassonia                      | Augusto III di Polonia                          |  |  |       |  |  |                       |  |  |                    |  |
|                                                |                                          | Maria Amalia di Sassonia                      | Maria Giuseppa d'Austria                        |  |  |       |  |  |                       |  |  |                    |  |
| Arciduca Stefano, Palatino d'Ungheria          |                                          | Maria Amalia di Sassonia                      |                                                 |  |  |       |  |  |                       |  |  |                    |  |
|                                                | Carlo di Anhalt-Bernburg-Schaumburg-Hoym | Vittorio I di Anhalt-Bernburg-Schaumburg-Hoym |                                                 |  |  |       |  |  |                       |  |  |                    |  |
|                                                | Carlo di Anhalt-Bernburg-Schaumburg-Hoym | Vittorio I di Anhalt-Bernburg-Schaumburg-Hoym |                                                 |  |  |       |  |  |                       |  |  |                    |  |
|                                                | Carlo di Anhalt-Bernburg-Schaumburg-Hoym | Carlotta Luisa di Isenburg-Birstein           |                                                 |  |  |       |  |  |                       |  |  |                    |  |
| Vittorio II di Anhalt-Bernburg-Schaumburg-Hoym | Carlo di Anhalt-Bernburg-Schaumburg-Hoym |                                               |                                                 |  |  |       |  |  |                       |  |  |                    |  |
|                                                |                                          | Eleonora di Solms-Braunfels                   | Federico Guglielmo, Principe di Solms-Braunfels |  |  |       |  |  |                       |  |  |                    |  |
|                                                |                                          | Eleonora di Solms-Braunfels                   | Federico Guglielmo, Principe di Solms-Braunfels |  |  |       |  |  |                       |  |  |                    |  |
|                                                |                                          | Eleonora di Solms-Braunfels                   | Sofia Maddalena Benigna di Solms-Laubach-Utphe  |  |  |       |  |  |                       |  |  |                    |  |
| Erminia di Anhalt-Bernburg-Schaumburg-Hoym     |                                          | Eleonora di Solms-Braunfels                   |                                                 |  |  |       |  |  |                       |  |  |                    |  |
|                                                |                                          | Carlo Cristiano di Nassau-Weilburg            | Carlo Augusto di Nassau-Weilburg                |  |  |       |  |  |                       |  |  |                    |  |
|                                                |                                          | Carlo Cristiano di Nassau-Weilburg            | Carlo Augusto di Nassau-Weilburg                |  |  |       |  |  |                       |  |  |                    |  |
|                                                |                                          | Carlo Cristiano di Nassau-Weilburg            | Augusta Federica Guglielmina di Nassau-Idstein  |  |  |       |  |  |                       |  |  |                    |  |
| Amalia di Nassau-Weilburg                      |                                          | Carlo Cristiano di Nassau-Weilburg            |                                                 |  |  |       |  |  |                       |  |  |                    |  |
|                                                |                                          | Carolina d'Orange-Nassau                      | Guglielmo IV, Principe d'Orange                 |  |  |       |  |  |                       |  |  |                    |  |
|                                                |                                          | Carolina d'Orange-Nassau                      | Guglielmo IV, Principe d'Orange                 |  |  |       |  |  |                       |  |  |                    |  |
|                                                |                                          | Carolina d'Orange-Nassau                      | Anna, Principessa Reale                         |  |  |       |  |  |                       |  |  |                    |  |
|                                                |                                          | Carolina d'Orange-Nassau                      |                                                 |  |  |       |  |  |                       |  |  |                    |  |